# Easy Action (musikalbum)
Easy Action är Alice Coopers andra studioalbum som släpptes 1970. Det producerades av David Briggs, mest känd som Neil Youngs producent.

## Låtlista
All låtar är skrivna av Alice Cooper, Glen Buxton, Michael Bruce, Dennis Dunaway och Neal Smith.
1. "Mr. and Misdemeanor" – 3:05
2. "Shoe Salesman" – 2:38
3. "Still No Air" – 2:32
4. "Below Your Means" – 6:41
5. "Return of the Spiders" – 4:33
6. "Laughing at Me" – 2:12
7. "Refrigerator Heaven" – 1:54
8. "Beautiful Flyaway" – 3:02
9. "Lay Down and Die, Goodbye" – 7:36

## Medverkande
- Alice Cooper – sång
- Glen Buxton – gitarr
- Michael Bruce – gitarr, piano, sång på "Below Your Means" och "Beautiful Flyaway"
- Dennis Dunaway – bas
- Neal Smith – trummor
- David Briggs – piano på "Shoe Salesman"